# Zunft zum Schlüssel (Basel)

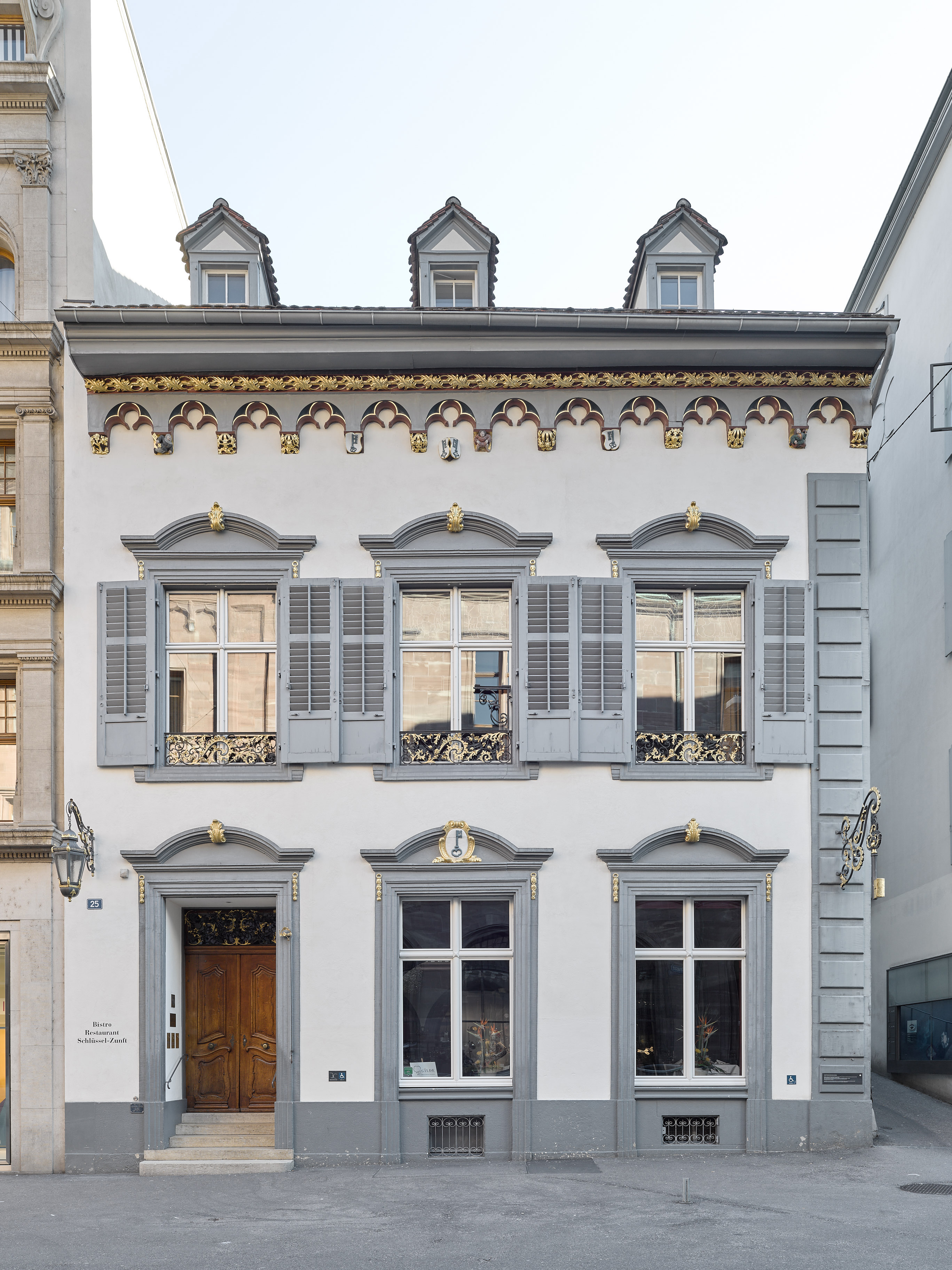
Freie Strasse 25, seit Anfang des 15. Jahrhunderts Sitz E. E. Zunft zum Schlüssel

E. E. Zunft zum Schlüssel ist eine öffentlich-rechtliche Korporation der Bürgergemeinde der Stadt Basel, deren Aufsicht sie untersteht. Als erste der so genannten vier Herrenzünfte steht sie an der Spitze der Basler Zünfte und Korporationen. Sie ist die historische Vereinigung der Grosskaufleute und Tuchscherer, später der Seidenbandfabrikanten und Chemieindustriellen, und steht heute den Nachkommen der Zunftbrüder und Vertretern anderer Berufsstände, die das Basler Bürgerrecht besitzen, offen. Die Zunftbrüder pflegen die Verbindung mit der Stadt und halten deren Traditionen lebendig. Das Wappen der Zunft ist auf silbernem Grund ein aufrecht stehender blauer Schlüssel.

## Geschichte
Die Anfänge der Zunft zum Schlüssel, der Kaufleuten-Zunft der Stadt Basel, liegen vermutlich bei einer Vereinigung der mercatores, der Fernkaufleute, schon in spätrömischer oder frühmittelalterlicher Zeit. Es dürfte eine solche unabhängig von einem entsprechenden Privileg des Bischofs schon vor dem Entstehen der jeweils durch einen Zunftbrief des Bischofs bestätigten Zünfte gegeben haben. Seit der Mitte des 14. Jahrhunderts ist die Zunft als bestimmende Kraft unter den Basler Zünften, jedoch in einer gewissen Abgrenzung von den politisch progressiveren Handwerkerzünften aktiv. Sie vereinigte die Tuchhändler oder Watmänner, die kostbare ausländische Stoffe einführten und hatte das Monopol für den damit betriebenen Detailhandel. Als Handwerk gehörten ferner die Tuchscherer zur Zunft. Schon vor der Reformation nahm die Schlüsselzunft eine gesellschaftlich hervorgehobene Stellung ein. Dies erklärt auch, warum die Zunft der Kaufleute seit der Mitte des 15. Jahrhunderts sich – gleich wie die Gesellschaften, den «Hohen Stuben» zur Mücke und zum Seufzen, in denen sich die Adligen und die patrizischen Achtburger trafen – nach ihrem Zunfthaus, dem Haus «zum Schlüssel» an der Freien Strasse, benannte.
1529 wurden mit der Reformation in Basel die Zünfte Träger der republikanischen Verfassung. Basel galt als sog. Zunftdemokratie: Politische Rechte konnten nur über die Mitgliedschaft in einer Zunft ausgeübt werden. Der Kleine Rat, die eigentliche Regierung, wurde gebildet als Gremium der Zunftmeister und je eines Ratsherrn aus jeder Zunft. Der Grosse Rat war eine Versammlung der übrigen Zunftvorstandsmitglieder, der «Sechser». Mit der Reformation wurde die Wahl der Zunftvorstände, und damit indirekt auch des Kleinen und des Grossen Rates, durch die einzelnen Zunftversammlungen eingeführt. Noch im Verlauf des 16. Jahrhunderts trat anstelle dieser allgemeinen Wahl de facto die Kooptation der Zunftvorstände durch sich selber, was das System bis zum Ende der alten Eidgenossenschaft blieb und die Zunftdemokratie faktisch der patrizischen Aristokratie anglich. Der Zunft zum Schlüssel kam als im Range erster Zunft im Basler Zunftregiment des Ancien Régime eine hervorragende Bedeutung zu. Sie stellte überdurchschnittlich viele «Häupter» der Stadt: Bürgermeister und Oberstzunftmeister: Von der Reformation (1529) bis zum Untergang der Alten Eidgenossenschaft (1798) wurden 13 Ratsherren zum Schlüssel meist zunächst Oberstzunftmeister und dann Bürgermeister; 20 Oberstzunftmeister jener Zeit kamen aus der Schlüsselzunft. Unter diesen Magistraten finden sich auch für die Stadtgeschichte prägende Gestalten wie Andreas Ospernell, Oberstzunftmeister zur Zeit des St. Jakob-Kriegs 1444, Jakob Meyer zum Hasen, 1516 der erste aus den Zünften gewählte Bürgermeister, verewigt auf Holbeins Darmstätter Madonna, Bernhard Meyer zum Pfeil (Bürgermeister 1549), Emanuel Socin (Oberstzunftmeister und Bürgermeister von 1683–1717), Peter Ochs (1752–1821), Oberstzunftmeister (1796–1798), später Direktor der Helvetischen Republik und nach der Restauration Mitglied der Regierung des Kantons.
Schon im 16. und 17. Jahrhundert erweiterte sich der Kreis der Berufsleute, sodass ihr die Träger der wirtschaftlichen Entwicklung Basels, im 18. und 19. Jahrhundert die Bandfabrikanten, dann die aus der Bandindustrie hervorgegangenen Gründer der chemischen Industrie angehörten. Weiterhin waren und sind Mitglieder des Zunftvorstands und weitere Zunftbrüder immer wieder in den politischen Behörden des Kantons vertreten.
Mit dem Untergang der alten Eidgenossenschaft 1798 verloren die Zünfte ihre für den Aufbau des Staats prägende Stellung. Sie wurden im Zug der Mediationsverfassung 1803 zwar wiederhergestellt und erhielten auch eine Reihe ihrer gewerbepolizeilichen Befugnisse zurück. Diese waren allerdings für die Schlüsselzunft kaum von Bedeutung, da die ihr angehörenden Grosskaufleute, Banquiers und Industriellen im Gegensatz zu den Gewerbetreibenden der Handwerkerzünfte an einer Öffnung der Wirtschaftsverfassung interessiert waren. Die Zünfte behielten eine beschränkte politische Funktion als sog. Wahlzünfte bis zur Kantonsverfassung von 1875. Ihre Zuständigkeit als Vormundschaftsbehörden für ihre Mitglieder und deren Familien behielten sie noch bis zum Erlass des Vormundschaftsgesetzes von 1880. Seither haben die Zünfte keine politischen oder hoheitlichen Funktionen mehr, sondern sind auf die Verwaltung ihrer Vermögen und die Pflege der zünftischen und städtischen Traditionen verwiesen.

## Gegenwart
Die Zünfte unterstehen der Aufsicht des Bürgerrates der Stadt Basel. Dieser prüft jährlich die Vermögensrechnung der Zunft. Für die Wahlen in den Zunftvorstand und dessen Befugnisse gilt die vom Bürgerrat erlassene Ordnung für die E. Zünfte und Gesellschaften. Der Zunftvorstand, bestehend aus zehn Mitgliedern, wovon einer der Meister der Zunft, wird von der Zunftversammlung für eine Amtszeit von sechs Jahren gewählt, wobei alle drei Jahre die Hälfte des Vorstands gewählt wird. Ausser dem Meister, der von der Versammlung gewählt wird, konstituiert sich der Vorstand selbst. Weitere Chargen sind der Statthalter, der Säckelmeister, der Schreiber, der Bauherr, der Bannerherr, der Irtenmeister und der Zeugherr.
Ihre Hauptaufgabe sieht die Zunft zum Schlüssel heute im Unterhalt des ihr seit der Mitte des 15. Jahrhunderts gehörenden Hauses «zum Schlüssel» an der Freien Strasse. Sie betrachtet es als ihre Pflicht, dieses Haus nicht nur als historisch wichtiges Baudenkmal zu erhalten, sondern auch das seit 1883 öffentlich zugängliche Gasthaus in den Dienst der gesamten Bevölkerung zu stellen. Die Mittel, die für die periodisch anfallenden grösseren Renovationen des Hauses erforderlich sind, sammelt die Zunft zum wesentlichen Teil bei ihren Zunftbrüdern. Aus den nach dem erforderlichen Unterhalt des Zunfthauses verbleibenden Vermögenserträgen macht die Zunft im übrigen Vergabungen für gemeinnützige Zwecke. Das gesellschaftliche Leben der Zunft konzentriert sich auf die traditionellen Anlässe, dessen wichtigster das am Aschermittwoch stattfindende Zunftmahl im Zunftsaal des Zunfthauses ist. Daneben beteiligt sich die Zunft an den historischen Festen des Kantons und der Stadt. Gelegentlich werden weitere interne Anlässe wie ein Zunftball, Zunftausflüge, Vorträge, Führungen oder Ausstellungsbesuche durchgeführt. Ein uniformiertes Zunftspiel von Trommlern und Pfeifern begleitet das Zunftbanner und den Zug der Zunftbrüder bei öffentlichen Umgängen.

## Zunfthaus

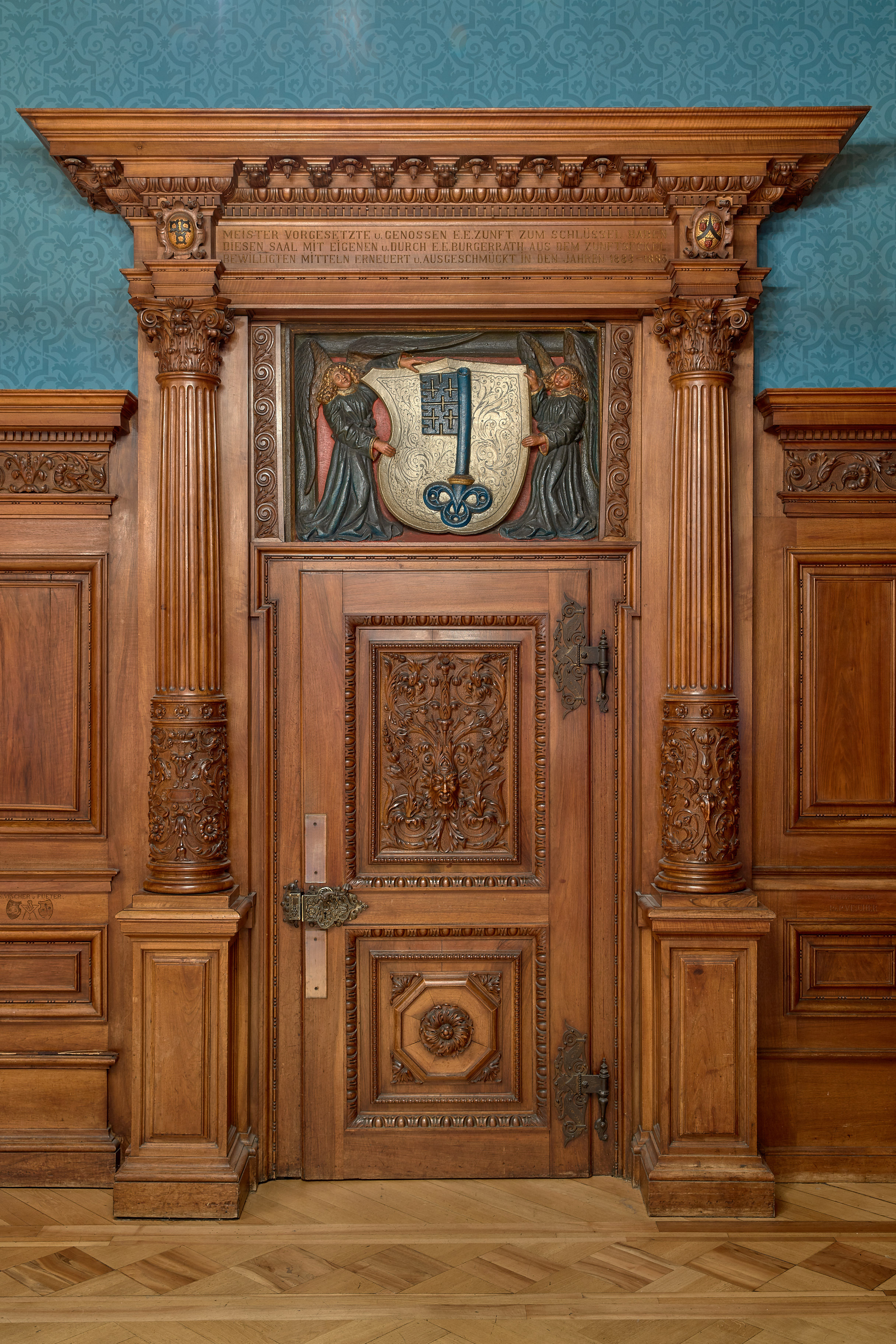
Türe im grossen Zunftsaal

Das Haus «zum Schlüssel» an der Freien Strasse wird 1308 erstmals erwähnt, als bei den Unruhen nach der Ermordung König Albrechts I. die Königstreuen sich über die Dächer flüchtend zu retten suchten und vom Haus zum Steblin über die Gasse auf das Dach des Hauses «zum Schlüssel» sprangen. Der Name des Hauses lässt vermuten, dass ursprünglich eine Verbindung zum Petersstift bestanden hat.
1404 erwarb die «Gesellschaft der Stube zum Schlüssel», eine der Zunft eng verbundene Gruppe vornehmer Kaufleute, für 325 Goldgulden das Erblehensrecht am Haus «zum Schlüssel». Wenige Jahre darauf trat die Zunft in den Lehensvertrag ein. 1445 kaufte Hans Strübin, Zunftmeister der Gesellschaft der Kaufleute zum Schlüssel, den Erblehenszins um 28 rheinische Goldgulden den Erbzinsherren ab. Seither ist die Zunft unbeschränkte Eigentümerin der Liegenschaft. Sie vermietete zunächst einen Teil im Erdgeschoss für Ladengeschäfte, wohingegen im oberen Stock sich die Zunftstube befand. Im Hinterhaus wohnte der Zunftknecht. Das Haus machte im Lauf seiner Geschichte viele Veränderungen durch. Markantes Zeugnis des spätmittelalterlichen Zustands ist der im obersten Teil der strassenseitigen Fassade sichtbare Bogenfries von Ruman Faesch, der für die Zunft das Vorderhaus umgebaut und das Hinterhaus am Schlüsselberg errichtet hat (1486). 1768–1770 erhielt die Fassade eine neue Gestalt mit vergrösserten Fenstern in spätbarocker Form. Eine wesentliche Veränderung erfuhr der Innenausbau 1883–1885 durch die Architekten Eduard Vischer und Eduard Fueter mit dem Umbau des Zunftsaals, der in historistische Renaissance-Stil mit wesentlich höher gelegener Decke völlig neu gestaltet wurde. Ein eingreifender, über eine Renovation weit hinausgehender Umbau 1955/1956 führte zur Verlegung der Treppe und zur Schliessung des Hofes. Diese Renovation wurde 1985 zum Teil rückgängig gemacht, der Hof wieder geöffnet und die Treppe an die Brandmauer zur Nachbarliegenschaft verlegt. Diese Mauer erhielt den Schmuck eines Wandfreskos von Samuel Buri nach einem Fassadenentwurf Tobias Stimmers aus dem 16. Jahrhundert. Die letzte Renovation 2014 stellte die Öffnung der Wirtsstube gegenüber dem Hof her, wie sie dem ursprünglichen Bestand mit Arkaden gegen den Hof entspricht, und erschloss das obere Geschoss mit einer diskret versteckten Liftanlage.

## Zunftsilber
Aus den Quellen des Zunftarchivs ergibt sich, welch grossen Bestand an prunkvollen Pokalen, Trinkbechern, Kannen, Kerzenständern und weiterem umfangreichem silbernem Tafelgerät die Zunft bis zum Ende des 18. Jahrhunderts erworben und als Kapital gehortet hatte. Das meiste davon musste die Zunft allerdings in der Revolutionszeit 1798–1802 herausgeben. Es wurde eingeschmolzen und wanderte wohl zum guten Teil in die Kriegskassen der französischen Befreier. Nur die hiernach beschriebenen prominentesten Stücke des Zunftschatzes konnten damals gerettet werden. Restbestände an Tafelsilber wurden im 19. Jahrhundert wieder ergänzt und fortlaufend um Schenkungen der Zunftbrüder vermehrt. Davon erwähnt seien der grosse Tafelaufsatz mit der Nachbildung des Spalenbrunnens und der aus einem grünen Malachit geschnittene Susanna-Pokal des Basler Goldschmieds Ulrich Sauter.
Die drei prominentesten, vor allem auch historisch bedeutsamen Objekte des Zunftschatzes sind heute der silbervergoldete Becher in Form eines Schlüssels mit einem Griff im Knorpelstil, geschaffen 1660 vom Basler Goldschmied Johann Jakob Birmann I., ferner das 1690 von Bürgermeister Emanuel Socin der Zunft gewidmete Wappenbuch mit seiner republikanischen Symbolik auf den Buchdeckeln, ein Werk des Basler Silberschmieds Adam Fechter II., das auf Pergamentblättern die Wappen sämtlicher Zunftvorgesetzter seit dem Mittelalter bis auf den heutigen Tag enthält. 1699 erhielt die Zunft den vom Goldschmied Christian Bavier I. geschaffenen Meisterkranz. Er hat die Form einer eigentlichen Krone und hebt sich damit von den übrigen in Basel bei anderen Zünften vorhandenen Meisterkränzen ab. Er will trotz seiner Gestalt als barocke Bügelkrone in teilweise vergoldetem Silber die Nachbildung des Blumenkranzes sein, den die Zunftmeister und die Häupter der Stadt anlässlich des jährlichen Schwörtags bei der Schwurzeremonie auf dem Petersplatz am Johannistag jeweils trugen. Er prangte – und prangt noch immer – als Dekoration auf der Zunfttafel und diente, wie der relativ geringe Durchmesser des Kronreifs zeigt, nie als Kopfschmuck.

## Besonderheiten
Eine Aufzählung von bedeutenden Personen, die der Zunft angehörten: Bürgermeister, Oberstzunftmeister, bedeutende Mitglieder des Rats im Ancien Régime, Politiker, Regierungsräte, Grossratspräsidenten, Handelsmänner und Industrielle des 19. und 20. Jahrhunderts.

## Anmerkung
1. ↑  E. E. steht für Eine Ehren